# Soma Cuanza
Soma Cuanza – miasto w Angoli, w prowincji Bié.